# Orpheus (mythologie)
Orpheus (Oudgrieks: Ὀρφεύς) is een muzikant, dichter en profeet uit de Griekse mythologie. Volgens de overlevering leefde hij in Thracië. De overlevering vertelt dat hij bomen en dieren kon doen dansen met zijn muziek. Hij was befaamd met de Lier, en zou door Apollo zelf onderricht zijn. Als gevierd muzikant ging hij met de Argonauten op zoek naar het Gulden vlies (mythologie). 
Hij is het best bekend van de mythe van Orpheus en Eurydice, die door vele schrijvers en componisten is verklankt. Het verhaal vertelt hoe Orpheus, na de dood van zijn vrouw Eurydice, afdaalt naar de onderwereld en onderhandelt met Hades, god van de onderwereld, om zijn vrouw te laten terugkeren naar het rijk der levenden. Zijn gezang kan Hades bekoren, en hij krijgt toestemming om Eurydice mee te nemen naar boven, op voorwaarde dat hij op zijn tocht opwaarts geen enkele keer omkijkt. Uiteraard, net voor hij de onderwereld verlaat, is hij zo bezorgd om zijn vrouw dat hij toch omkijkt en haar zo alsnog tot de onderwereld verdoemt.
In de Oudheid werd deze semi-mythische figuur als een historisch persoon gezien, aan wie enkele gedichten en filosofische stellingen werden toegeschreven. 
Zijn naam wordt in verband gebracht met de godsdienstig-wijsgerige beweging van het orfisme. Hij werd door sommigen zelfs tot de Zeven Wijzen gerekend.
Orpheus zou door maenaden zijn gedood.

## Galerij

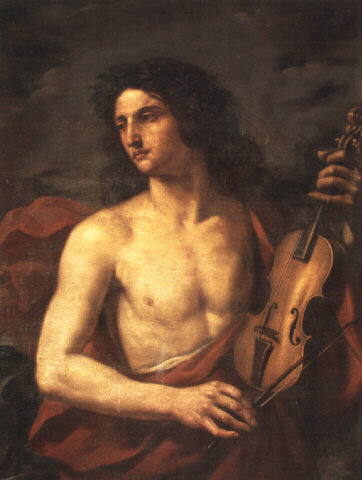
Orpheus bespeelt de viool (17e eeuw), Cesare Gennari. Collectie: Sotheby's London
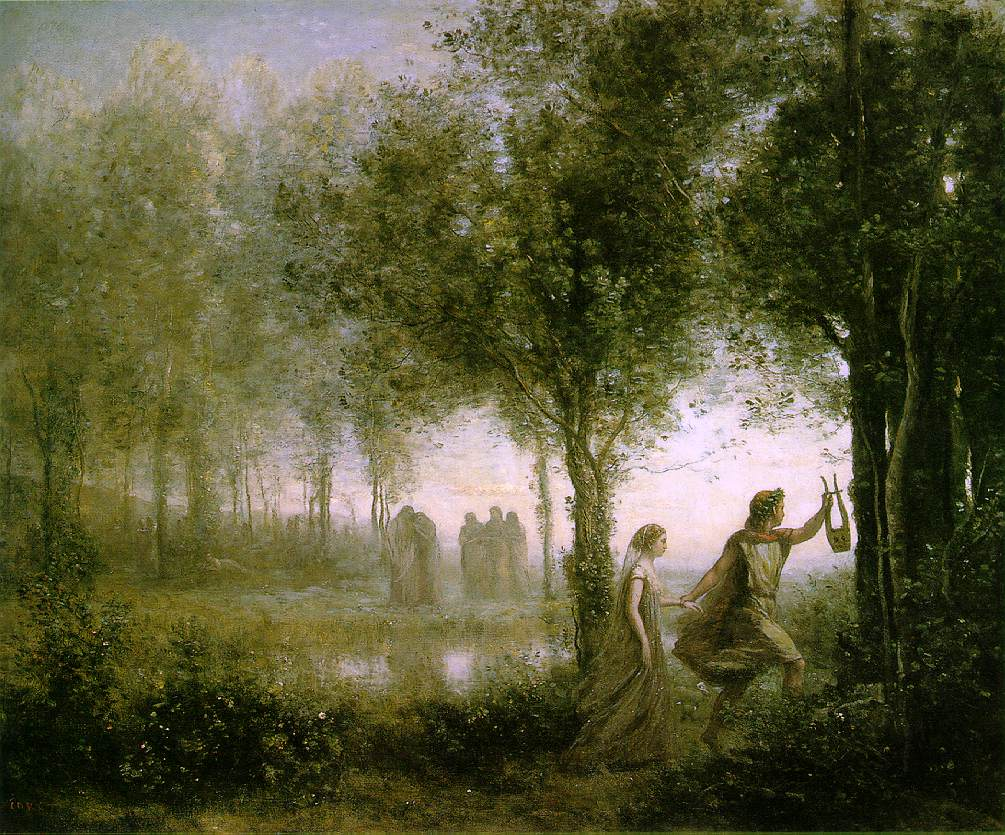
Orpheus leidt Eurydice uit de onderwereld (1861), Camille Corot, MFAH
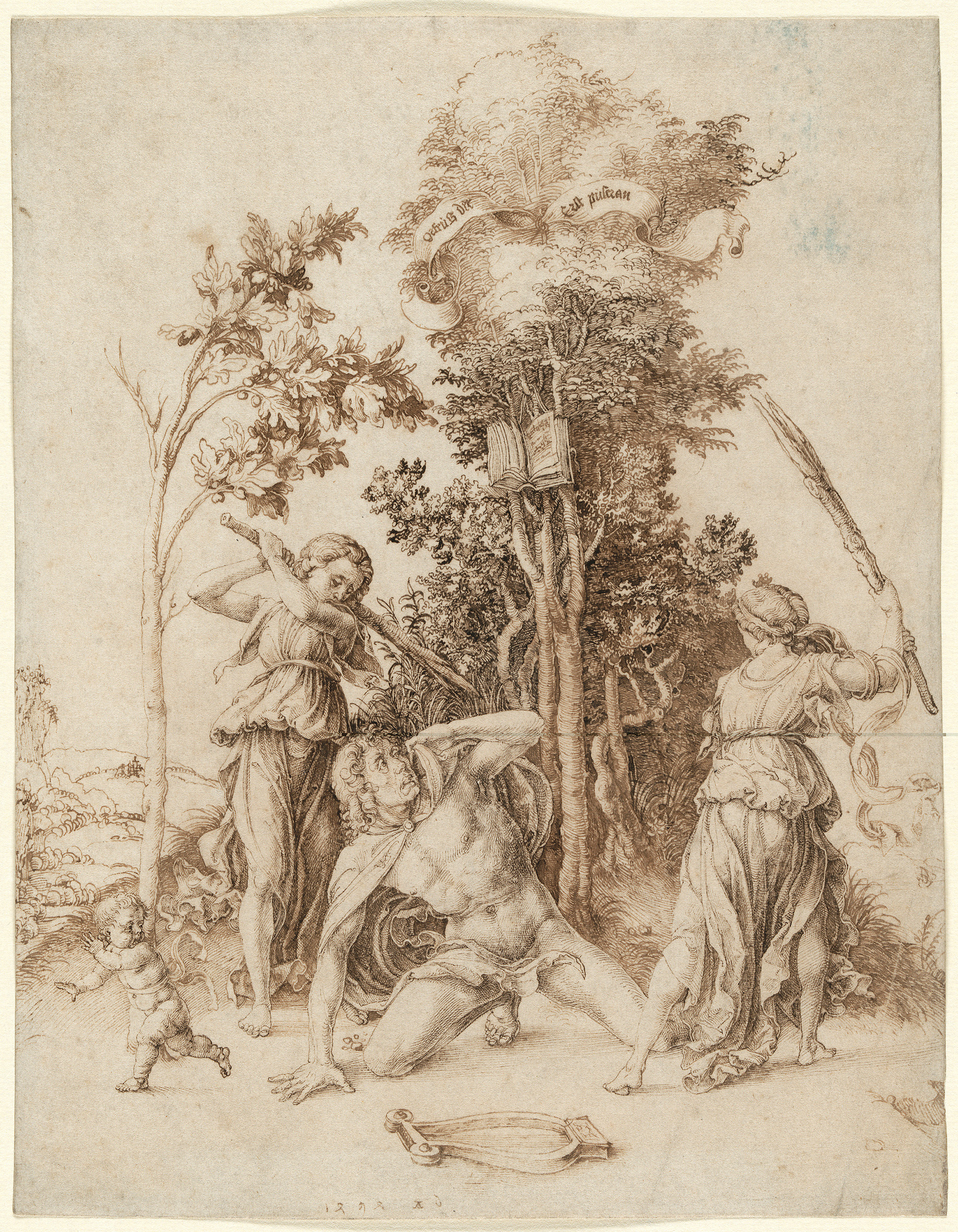
De dood van Orpheus (1494), inkttekening, Albrecht Dürer, Hamburger Kunsthalle

Asklepios · Bassareus · Bendis · Derzelas · Heros · Kotys · Orpheus · Sabazios · Semele · Zalmoxis · Zibelthiurdos
- Catàleg d'autoritats de noms i títols de Catalunya: 981058620239406706
- Gemeinsame Normdatei: 118590278
- International Standard Name Identifier: 0000 0003 5641 3528
- Library of Congress Control Number: n2014043594
- Nationale Bibliotheek van Tsjechië: jo2016908750
- Nationale bibliotheek van Australië: 66227725
- Nationale Bibliotheek van Israël: 987007319025005171
- LIBRIS: 167855
- Système universitaire de documentation: 027384136
- Virtual International Authority File: 309825473
- WorldCat: E39PCjtDjYgxr6rk9GYRHvgxWC